# Socha svatého Jana Nepomuckého 1747 (Fryštát)
Socha svatého Jana Nepomuckého stojí v Karviné u kostela Povýšení svatého Kříže v místní části Fryštát. Je součástí kulturní památky areálu kostela Povýšení svatého Kříže a je sama chráněnou kulturní památkou.

## Historie
Pískovcová socha svatého Jana Nepomuckého z roku 1747 stála původně na náměstí, kde byla postavena svatojánským bratrstvem ve Fryštátě. V roce 1865 byla provedena oprava na náklady pátera Karla Hudzietze. Později byla přesunuta do farské zahrady kostela Povýšení svatého Kříže a stojí vedle sochy Panny Marie Bolestné. V březnu 1973 byla socha opravována.

## Popis
Barokní postava světce v nadživotní velikosti s hlavami andílků je umístěna na tři metry vysokém čtyřbokém podstavci s hladkým soklem. Nad soklem na přední straně je reliéf Zpovědi a na zadní straně Klečící kněz před křížem. Oba reliéfy jsou v rámci, zdobené po stranách volutami a nahoře lasturou. Nad reliéfem je římsa a nad ní je v horní části podstavce latinský nápis s chronogramem. Podstavec je zdoben volutovými křídly a ukončen krycí profilovanou deskou.
Latinský nápis vepředu: Ist hoC opVa Ioannese pIetatIa sVo In effIgIe poenItntIVM patrono ConfratenItas freIstaDIensIs honorIset VeneratIonIs ergo ereXIt

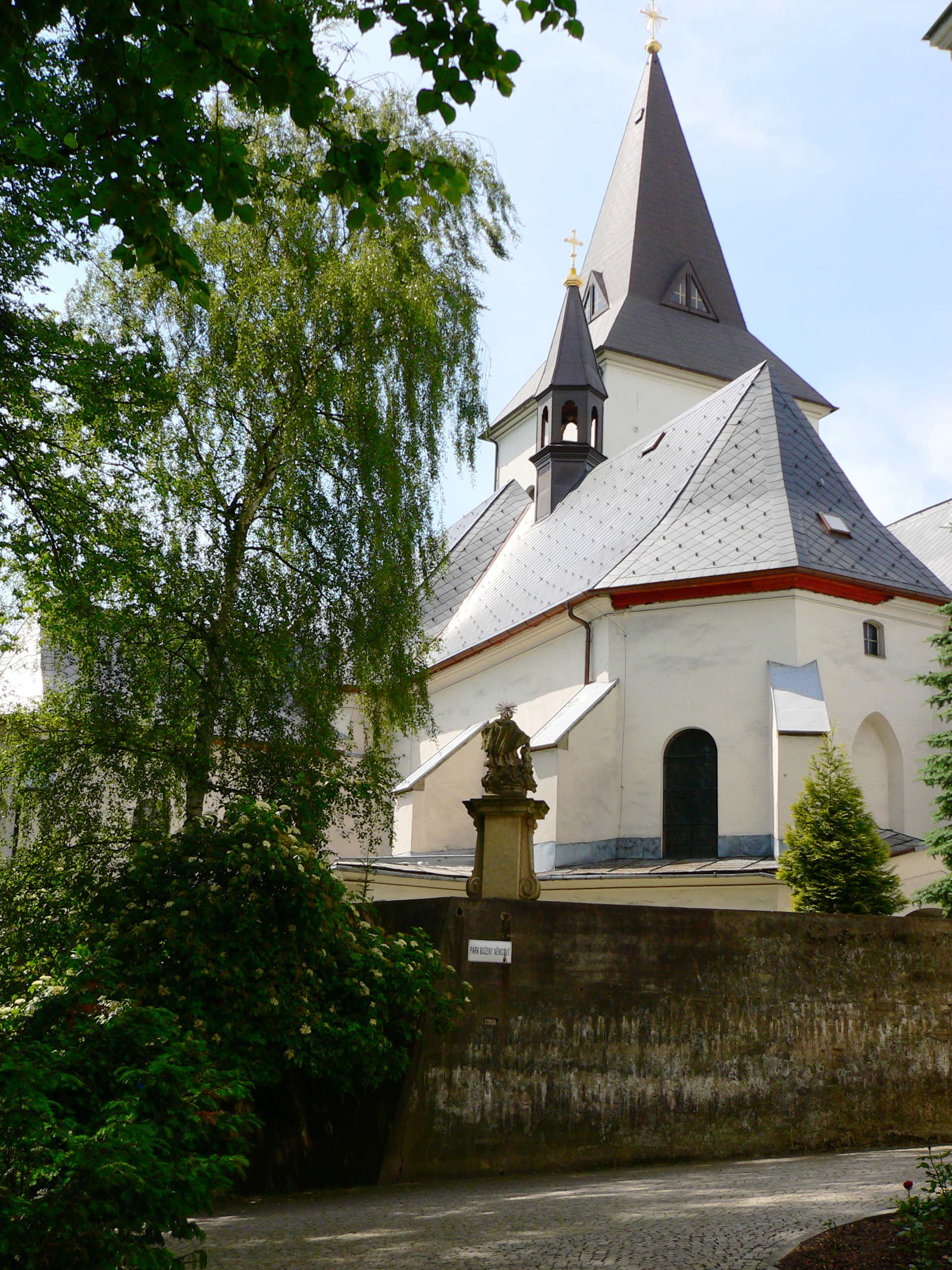
Pohled na sochu svatého Jana Nepomuckého z roku 1747 (zezadu) a závěr kostela Povýšení svatého Kříže

Latinský nápis vzadu: Ita eX CLIenteLarrI zeLo pro MoVente CaroLo Iosepho krVChIna CIVItatIs hVIVs arChIpresbItero et patrIoIa

## Galerie

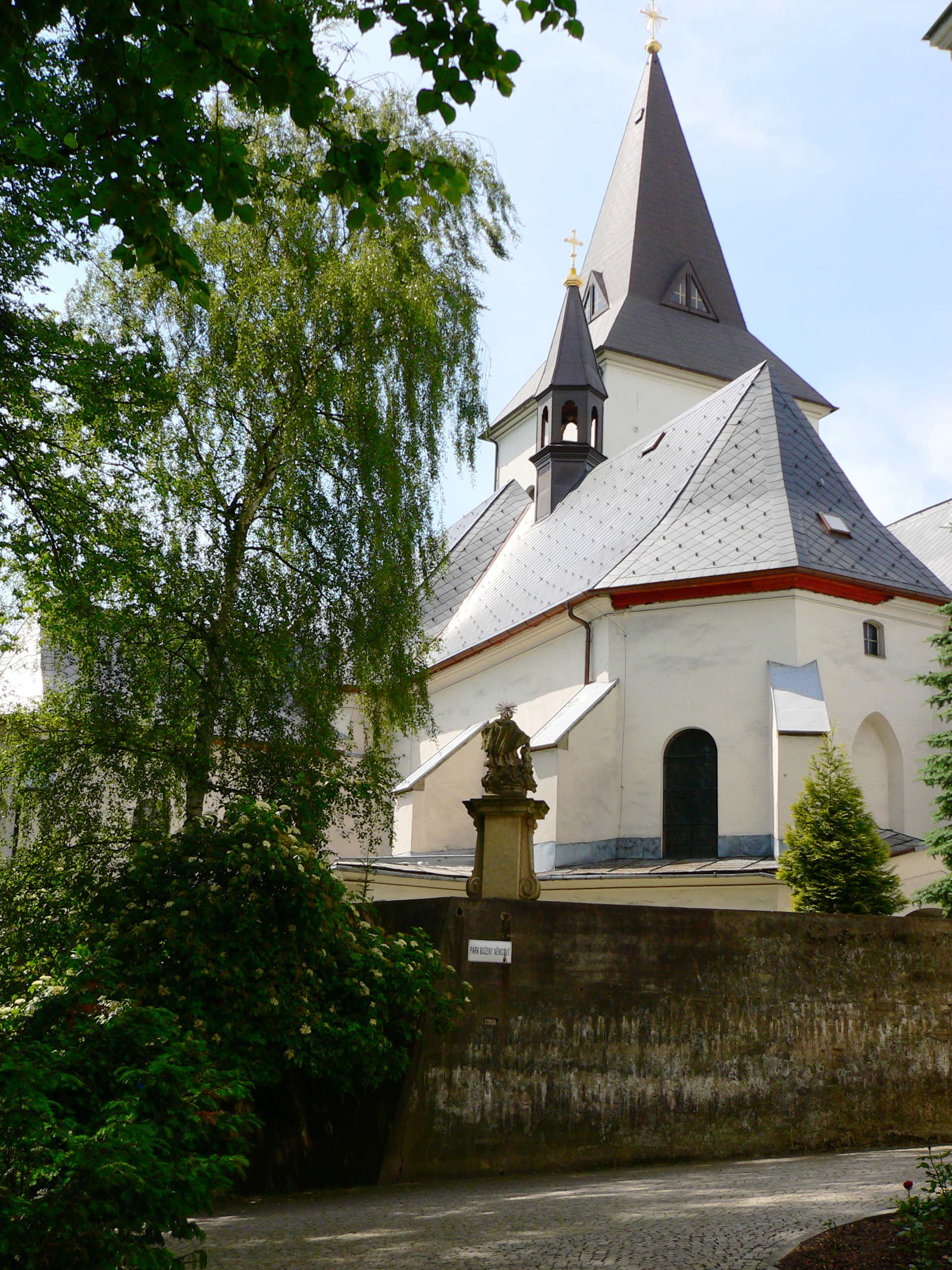
Jan Nepomucký u ohradní zdi. Pohled z parku
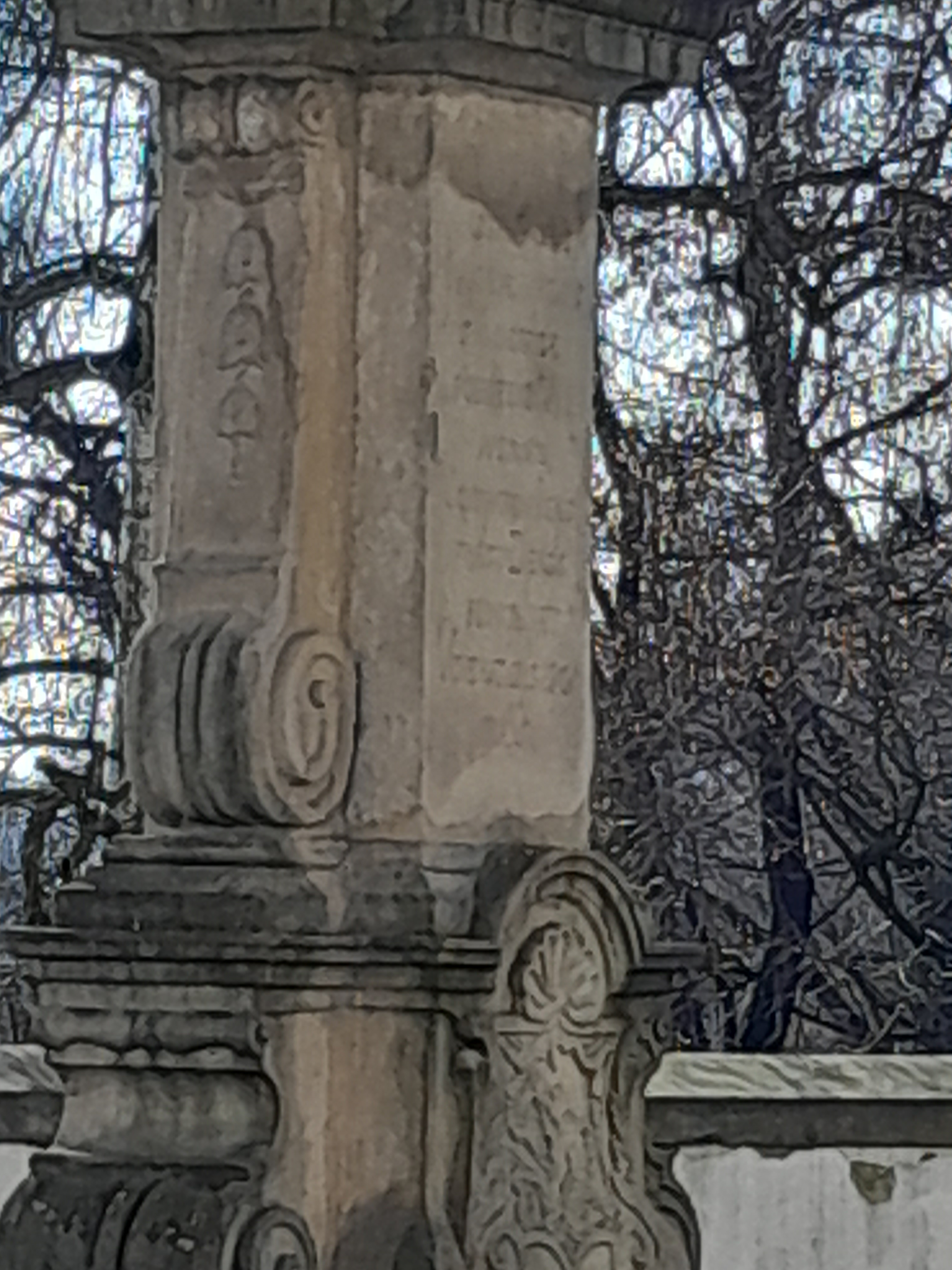
Podstavec s nápisem